# Шона (мова)
Шона, або шишона — мова групи банту, поширена в Південній Африці, головним чином в Зімбабве (де її носії становлять більшість). Раніше шона могла називатися каранга. Разом з ндебеле і англійською шона — офіційна мова Зімбабве.
Носії шона складають близько 80 % населення Зімбабве (дані SIL International, 1989). За останніми даними Ethnologue, всього носіїв різних діалектів шона близько 10 млн.
Шишона має письмову традицію: перші спроби стандартизації відносяться до початку XX століття, а сучасна орфографія була закріплена в 1950-і роки. Перший роман на шона — «Фесо» Соломона Мутсвайро вийшов в 1957-у. Шона викладається в школах як предмет, але навчання нею не ведеться.
Існують наукові роботи про шишона, словники (головно шона-англійські). Літературна шишона заснована на діалектах каранга (провінція Масвінго) і зезуру (центр і північ країни), однак за законом всі діалекти рівні і викладаються у місцевих школах.
За класифікацією М. Гасрі шона відноситься до зони S.10, яка являє собою великий діалектний континуум, куди крім шона входять також мови або діалекти маньїка, Намбу і ндау (Зімбабве і Центральний Мозамбік), Тавара і Теве (Мозамбік) і ікаланга (Ботсвана).
Особливістю шона є наявність лабіодентальних приголосних (схожі на свист): zv (zvakanaka 'дуже добре'), dzv, sv,  tsv. Шона розрізняє тони, але не позначає їх на письмі.